# Eparchie kalačinská
Eparchie Kalačinská je eparchie ruské pravoslavné církve nacházející se v Rusku.

## Území a titul
Zahrnuje správní hranice území Gorkovského, Kalačinského, Kormilovského, Muromcevského, Nižněomského, Sedělnikovského a Čerlakského rajónu Omské oblasti.
Eparchiálnímu biskupovi náleží titul biskup kalačinský a muromcevský.

## Historie
Eparchie byla zřízena rozhodnutím Svatého synodu dne 6. června 2012 oddělením území z omské eparchie. Stala se součástí nově vzniklé omské metropole.
Prvním eparchiálním biskupem se stal jeromonach Petr (Mansurov), duchovní omské eparchie.

## Seznam biskupů
- 2012–2023 Petr (Mansurov)
  - 2023–2024 Dionisij (Porubaj) dočasný správce
- od 2024 Siluan (Glazkin)